# Kolomansberg
Der Kolomansberg (auch Kolomannsberg) ist ein 1114 m ü. A. hoher, bewaldeter Höhenrücken hoch über dem Irrsee. Er steht an der Grenze Oberösterreich-Salzburg und ist ein beliebtes Wander- und Radziel im Mondseeland. Am Gipfel befindet sich eine Radarstation des Bundesheeres und an einer Geländestufe die Kolomanskirche.

## Lage und Landschaft
Der Berg erstreckt sich zwischen Wallersee im Westen, Irrsee und Mondsee im Osten, und Thalgau im Süden. Als Massiv bildet er den Ostteil der Mondseer Flyschberge.
Der Hauptkamm des Massivs verläuft Nordwest-Südost, hat im Norden zwei Nebengipfel und nach Osten eine Hangneigung bis zu 60 %. An der Bergschulter des Lehmberges (1027 m) 2 km nordwestlich steht die Gedenkstätte Kolomanstaferl. Drei Kilometer nordwestlich des Hauptgipfels erreicht die Große Plaike 1034 m Meereshöhe, sie bildet den Südwestkamm des Massivs. Im Norden leitet der Sommerholzer Sattel (656 m ü. A.) zum Irrsberg 844 m ü. A., an dem die Alpen hier enden.

## Kolomanskirche

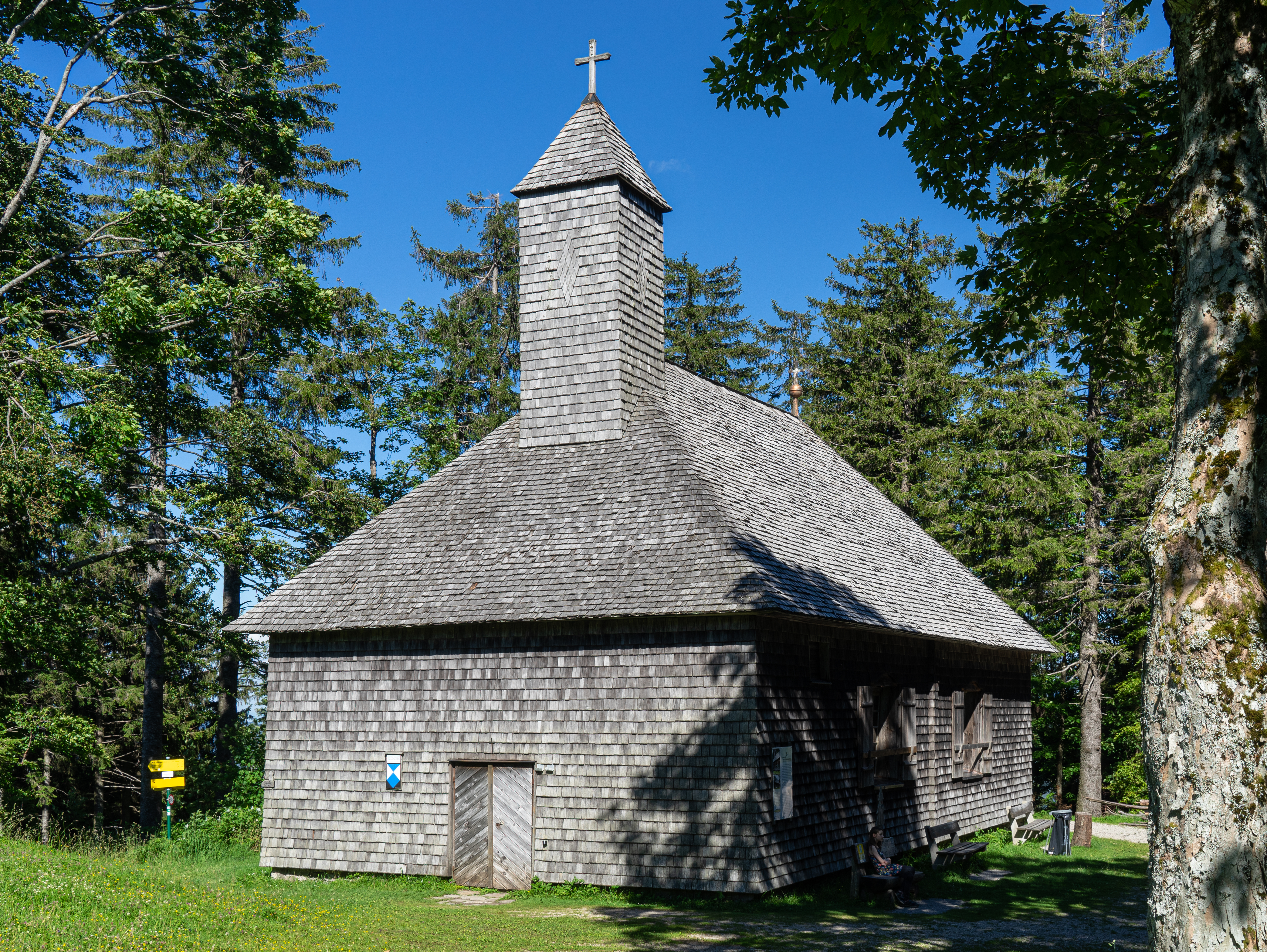
Kolomanskirche

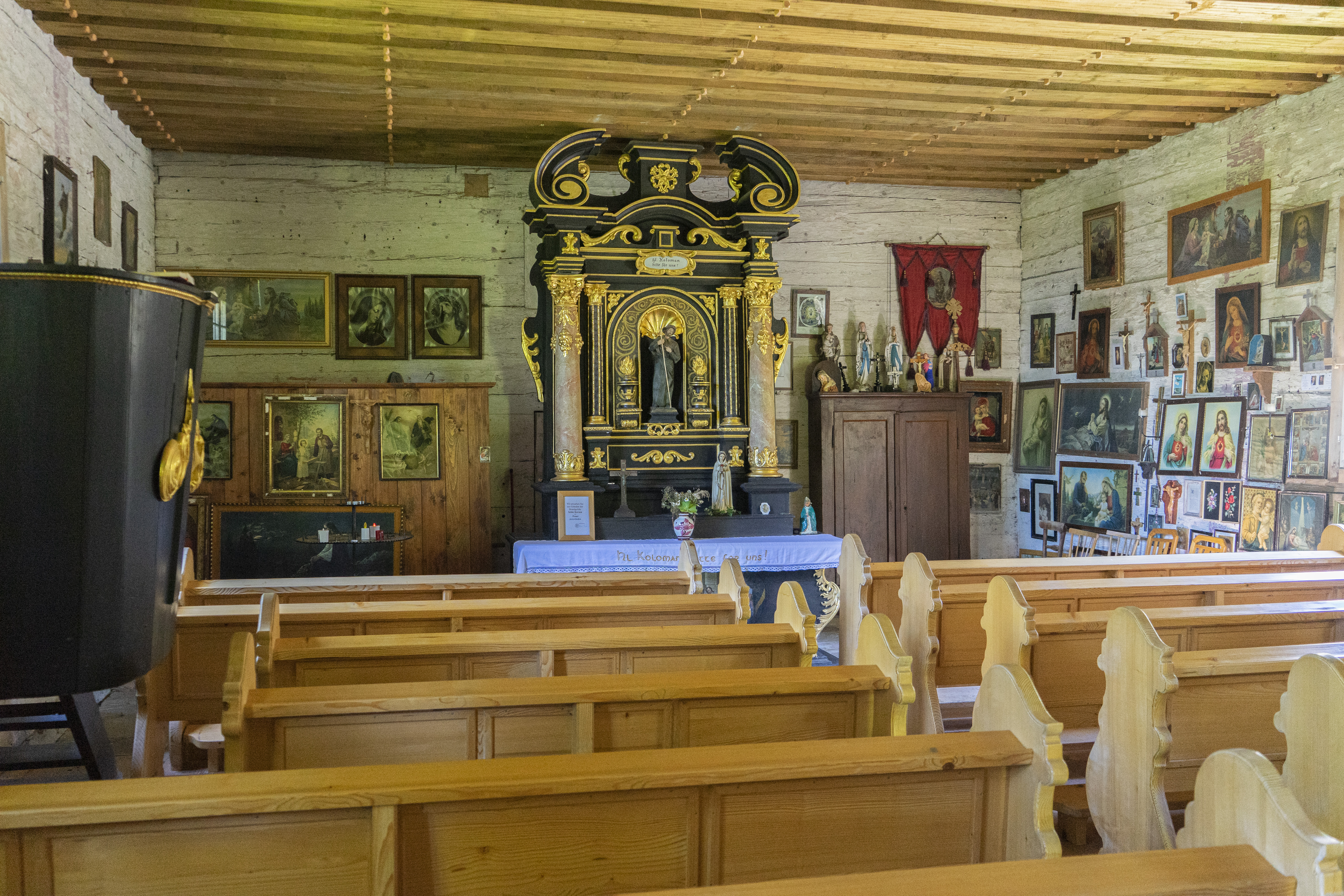
Innenraum der Kolomanskirche

Ein bequemer Fußweg führt vom Mooswirt oder dem Ortsteil Rauchenschwandt in der Gemeinde Thalgau den Berg hinauf zur Kolomansbergkirche, der ältesten erhaltenen Holzkirche Österreichs. Diese steht auf einer Höhe von 1098 m ü. A. 200 m südlich und knapp unterhalb des Gipfels an einer Quelle. Die Kirche wurde zu Ehren des hl. Koloman errichtet, der ein irischer Wanderprediger war und 1012 im niederösterreichischen Stockerau den Märtyrertod starb. Der Legende nach soll er die Quelle erweckt haben, als er hier auf seiner Pilgerreise nach Jerusalem rastete. Dem Quellwasser an dieser Pilgerstätte, die auf vorchristliche Zeit zurückgeht und möglicherweise ein Thingplatz war, wurde schon über Jahrhunderte die Kraft zur Linderung zahlreicher Leiden nachgesagt. Erwähnt wird der Kolomansbrunnen erstmals 1462, eine Wallfahrtskapelle dann 1511, in welche auch das Quellwasser eingeleitet wurde. Die Äbte Simon Rebiser und Bernhard Lidl des Klosters Mondsee ließen die Kirche 1658 erneuern bzw. 1742 neu errichten. Dieser bis heute erhaltene Kirchenbau besteht auf steinernen Grundmauern von 8,4 × 16 m aus mit Schindeln verkleideten Baumstämmen. Der Altar stammt noch aus der älteren Kapelle beim Brunnen und besitzt ein Antependium von Lorenz Exendorfer aus dem Jahr 1692. Die Kolomanskirche dient auch heute noch als Wallfahrtskirche für Prozessionen.

## Radaranlage Goldhaube
Am Gipfel des Kolomannsberges befinden sich zwei Radarkuppeln des Flugsicherungsradar-Systems Goldhaube zur Luftraumüberwachung des Österreichischen Bundesheeres, weshalb der Gipfel Sperrgebiet ist. Im Militärjargon wird der höhergelegene, ältere Radarturm „Objekt R“ genannt, der tiefergelegene Neue „Objekt H“.
Das 1983 installierte Phased-Array-Gerät RAT-31S besitzt eine quadratische Antenne mit einer Fläche von 16 m² und kann bei 360°-Rundumsuche und 10 Umdrehungen pro Minute Flugzeuge in bis zu 300 km Entfernung aktiv erfassen. Der 2003 neu installierte zweite Radarturm trägt das leistungsfähigste Radar Österreichs mit einer Reichweite von bis zu 500 km und einer Höhenerfassung von 30 km. Dieser Radartyp (RAT-31DL) arbeitet ebenfalls mit der Phased-Array-Technik und kann bei etwa 6 Umdrehungen pro Minute rundum 360° überwachen. Im Radom mit 19 m Durchmesser befindet sich die rechteckige Primärradar-Antenne mit einer Fläche von 77 m² (11 m × 7 m). Das angeschlossene Sekundärradar erfasst Transpondersignale von Flugzeugen in einer Entfernung von bis zu 450 km.